# Кронекер-Капелијева теорема
Кронекер-Капелијева теорема је теорема из линеарне алгебре која омогућава рачунање броја решења система линеарних једначина помоћу његове матрице коефицијената и проширене матрице. Добила је име по математичарима Леополду Кронекеру и Алфреду Капелију. У неким другим земљама позната је као Руш-Капелијева теорема (по Ежену Рушу) и Руш-Фробенијусова теорема (по Фердинанду Георгу Фробенијусу.)
Кронекер-Капелијева теорема тврди да систем линеарних једначина са n променљивих је има решење ако и само ако је ранг његове матрице коефицијената једнак рангу његове проширене матрице. Ако решења постоје, она творе афини потпростор {\displaystyle \mathbb {R} ^{n}} димензија n − rang(A). Прецизније, за r=rang(A):
- ако је n = r решење је јединствено
- ако је n > r, систем има бесконачно много решења, при чему је n − r непознатих решења слободно, а r решења је везано.